# 卢克·莱特洛
卢克·约书亚·莱特洛（英語：Luke Joshua Letlow，1979年12月6日—2020年12月29日）是一位来自路易斯安那州的美国政治家。2020年，他以共和党人的身份参选并当选为路易斯安那州第五国会选区的美国众议院议员，但在上任前死于COVID-19并发症。在当选国会议员之前，莱特洛曾担任即将退休的众议员拉尔夫·亚伯拉罕的幕僚长。

## 早年生活和教育
卢克·莱特洛在门罗西边的斯达特农村非建制地区长大，毕业于瓦希塔基督教高中，并于2003年在路易斯安那理工大学获得计算机信息系统理学学士学位。在路易斯安那理工大学读书时，莱特洛曾于2000年在约翰·库克西手下实习，当时库克西在美国众议院代表路易斯安那州第五国会选区。他曾在2001年担任路易斯安那理工大学共和党人主席，2002年担任路易斯安那州大学共和党人联合会主席。

## 职业
莱特洛在2005年至2008年鲍比·金达尔担任路易斯安那州第一国会选区美国众议院议员期间为其工作，并在2008年至2010年金达尔担任路易斯安那州州长的第一个任期内担任政府间事务主任。之后，他在丹佛的一家能源公司QEP资源公司担任政府和社区事务总监。2014年，莱特洛回到路易斯安那州，在拉尔夫·亚伯拉罕竞选路易斯安那州第五国会选区期间担任其竞选经理。他在亚伯拉罕三届任期内担任其幕僚长。
2020年3月9日，在亚伯拉罕履行了他不超过三届任期的承诺后，莱特洛宣布参选。亚伯拉罕在莱特洛宣布参选的同时公开支持他。在11月3日的不分党派全面初选中，莱特洛以33%的得票率获得第一名，而共和党同僚、州众议员兰斯·哈里斯以17%的得票率位居第二。莱特洛以62%的得票率赢得了12月5日的决选。

## 个人生活和死亡
莱特洛和妻子朱莉娅以及他们的两个孩子住在路易斯安那州的斯达特。
2020年12月18日，在COVID-19大流行期间，莱特洛宣布他对病毒检测呈阳性。他在门罗住院。病情恶化后，他于12月23日被转移到路易斯安那州立大学健康科学中心什里夫波特的重症监护室。12月29日，莱特洛死于COVID-19并发症，享年41岁，距离他计划宣誓就职的日期仅有5天。医院报告称，他入院时没有任何潜在疾病，但在一次手术后死于心脏病发作。
路易斯安那州州长约翰·贝尔·爱德华兹下令，在莱特洛葬礼当天，该州将降半旗向其致哀。他还计划在2021年3月20日举行特别选举，以填补莱特洛的空缺，如果需要，将在4月进行决选。當天，該特別選舉由盧克遺孀朱莉婭勝選。